# Papuaistus griffinii
Papuaistus griffinii är en insektsart som beskrevs av Heinrich Hugo Karny 1924. Papuaistus griffinii ingår i släktet Papuaistus och familjen Anostostomatidae. Inga underarter finns listade i Catalogue of Life.